# تشوه أروح
في جراحة العظام، تشوه أروح (بالإنجليزية: Valgus deformity)‏ هو تزوي خارجي لجزء من عظم أو مفصل. يسمى التشوه المعاكس، تزوي داخلي لجزء من عظم أو مفصل، التشوه الأفحج.

## الأصل اللغوي
ورد في معجم مقاييس اللغة لابن فارس بأنَّ «الراء والواو والحاء أصلٌ كبير مطّرد، يدلُّ على سَعَةٍ وفُسْحَةٍ واطّراد... والأرْوَح الذي في صُدور قدميه انْبساط»